# Hucisko Turzańskie
Hucisko Turzańskie (ukr. Гутисько-Тур'янське) – wieś na Ukrainie w obwodzie lwowskim, w rejonie złoczowskim i liczy około 600 mieszkańców.
Za II Rzeczypospolitej do 1934 roku wieś stanowiła samodzielną gminę jednostkową w powiecie radziechowskim w woj. tarnopolskim. W związku z reformą scaleniową została 1 sierpnia 1934 roku włączona do nowo utworzonej wiejskiej gminy zbiorowej Toporów w tymże powiecie i województwie. Po wojnie wieś weszła w struktury administracyjne Związku Radzieckiego.
Do 19 lipca 2020 r. w rejonie buskim. 